# 山崎董洤
山崎 董洤（山﨑 董洤、やまざき とうせん、文化14年（1817年）‐明治26年（1893年）1月1日）は江戸時代から明治時代にかけての絵師。

## 来歴
山崎董烈の門人。本姓は矢橋。字は如達。董泉、董洤、青螾、石骨堂、青螾道人、古骨道人と号す。
師の山崎董烈の家を継ぎ、師の本姓である井戸氏を称するが後に山崎氏を称した。
小川町に住んでおり、師風を守り、花鳥画をよくした。
産業関係の版画の版下絵などを天保から没年にかけて作画している。享年77。下谷法養寺に葬られる。

## 作品
- 「大日本国産童蒙一覧」　横判　摺物　明治5年から明治9年　董洤は漆製法一覧、製糸草木一覧などを描く。中島仰山、溝口月耕らと合作。